# Harpreet Singh (Leichtathlet)
Harpreet Singh (* 30. Juni 1984) ist ein ehemaliger indischer Leichtathlet, der sich auf den 400-Meter-Lauf spezialisiert hat.

## Sportliche Laufbahn
Erste internationale Erfahrungen sammelte Harpreet Singh vermutlich im Jahr 2009, als er bei den Asienmeisterschaften in Guangzhou mit der indischen 4-mal-400-Meter-Staffel in 3:06,83 min gemeinsam mit Bibin Mathew, V. B. Bineesh und Shake Mortaja die Bronzemedaille hinter den Teams aus Japan und der Volksrepublik China gewann. Im Jahr darauf schied er bei den Commonwealth Games in Neu-Delhi mit 48,29 s in der ersten Runde über 400 Meter aus und 2016 beendete er dann seine aktive sportliche Karriere im Alter von 27 Jahren.

## Persönliche Bestzeiten
- 400 Meter: 46,86 s, 24. Oktober 2009 in Chennai